# Fritz Gärtner
Fritz Gärtner (* 28. Februar 1882 in Aussig; † 2. Dezember 1958 in München; vollständiger Name: Friedrich Anton Gärtner) war ein deutscher Maler, Grafiker, Illustrator, Bildhauer und Medailleur.

## Leben
Fritz Gärtner wurde 1882 im böhmischen Aussig als Sohn des Oberlehrers Julius Gärtner geboren. Seine erste Ausbildung erfolgte beim Maler Josef Reiner in Aussig.
1900 trat er in Gabriel von Hackls Naturklasse an der Münchner Kunstakademie ein. Dort erhielt er weitere Ausbildung als Schüler von Ludwig von Löfftz, Carl von Marr, Alexander Wagner und Peter Halm. Anfang des 20. Jahrhunderts lebte Fritz Gärtner für mehrere Jahre im rheinisch-westfälischen Industriegebiet, im Haus Mallinckrodt des Bankiers Hans Jordan, in dessen Gartenhaus er sein Atelier einrichtete. Später war Gärtner hauptsächlich in München tätig.
Gärtner war 1939, 1941 und 1942 mit jeweils einem Ölgemälde auf der Großen Deutschen Kunstausstellung in München vertreten.

## Werk
- Das Gemälde Der Hochofen von etwa 1918 befindet sich seit 2006 im Fachgebiet Hüttenwesen der Sammlung des Deutschen Museums in München.[3]
- Das Gemälde Pflug und Schlot von etwa 1920 (ca. 1 m × 1 m, Öl auf Leinwand) wurde in den 1950er Jahren in einer Galerie in West-Berlin erworben und befindet sich in Privatbesitz in Mainz-Finthen.
- Die drei Arbeiten Erntetage an der Ruhr (1910), eine undatierte Variante von Schlot und Pflug sowie Industrielandschaft (1929) befinden sich in der Sammlung der DASA – Arbeitswelt Ausstellung in Dortmund.
- Einige Radierungen befinden sich in der Grafik-Sammlung Hermann Schüling der Bibliothek der Justus-Liebig-Universität Gießen.[4]
- Das Gemälde Mein Bruder (Gärtners Bruder in der Uniform eines Sanitätsfeldwebels; Öl auf Karton) und die Radierung Rotes Kreuz, beide 1916, befinden sich in der Stiftung Rotkreuz-Museum im Land Brandenburg, Luckenwalde.
- Die Ölgemälde Hinterm Pflug im Industrieland (1918) und Brot und Eisen (1920) befinden sich im Museum Brot und Kunst in Ulm .